# Mystic Manor
Mystic Manor (chinois traditionnel : 迷離大宅) est une attraction de type parcours scénique.
Le 30 juin 2009, la Walt Disney Company a annoncé officiellement le plan d'expansion du parc Hong Kong Disneyland avec l'ouverture de deux nouveaux lands thématiques ; Grizzly Gulch et Mystic Point. De nombreux concept art et plans de l'attraction ont été présentés lors de la D23 Expo, qui a eu lieu du 11 au 13 septembre 2009. 
40 ans plus tôt, lors de la conception de The Haunted Mansion, les imagineers Disney avaient travaillé sur un projet d'une attraction sur un thème sombre nommé Museum of Weird (musée de l'étrange). Le projet n'a pas abouti sous cette forme, mais a été en partie repris dans la conception de Mystic Manor. Le concept de Museum of Weird était la visite d'une collection d'objets macabres du monde entier.
Lors d'une interview pour le Los Angeles Times, l'imagineer Dustin Schofield dit que l'attraction rendrait hommage à deux autres attraction Disney ; Indiana Jones Adventure et Enchanted Tiki Room. 

## Intrigue de l'attraction
Le scénario de Mystic Manor le présente comme un manoir appartenant au célèbre explorateur Lord Henry Mystic, membre de la Society of Explorers and Adventurers (le même club fictif auquel appartiendrait Harrison Hightower III, le propriétaire du Hightower Hotel qui n'est autre que la Tower of Terror de Tokyo DisneySea). Grand voyageur et collectionneur, Lord Henry Mystic aurait fait édifier ce manoir en hauteur, au cœur d'une dense et inexplorée forêt tropicale... Ce dernier aurait également fait aménager un musée privée dans sa demeure pour présenter au public son trésor venue des quatre coins du monde. 
L'histoire nous transporte en 1908, à l'époque où le Lord est toujours en vie et explore le monde. Il possède pour animal de compagnie, un petit singe nommé Albert, qui accompagnera les visiteurs pendant la visite. Une des dernières merveilles rapportées par Lord Henry Mystic est une boîte à musique mystique. Albert a pour consigne de ne pas l'ouvrir, mais le petit singe est sur le point de faire une grosse bêtise en ouvrant la boîte et laisse ainsi s'échapper les esprits qu'elle contenait.

## L'aventure

### La file d'attente et le pré-show
La file d'attente commence aux portes du manoir (dans un style Queen Anne). Les invités entrent dans le jardin de devant et continuent dans le bâtiment. À l'intérieur, un portrait de Lord Henry Mystic et Albert, son animal de compagnie, est affiché sur le mur. Une miniature de Mystic Point est présentée dans une vitrine, d'autres tableaux sont disposés tout au long de la file d'attente, comme la façon dont Henry a rencontré Albert, lui sauvant d'une grande araignée ; l'inauguration avec la coupe du ruban, de Mystic Point en 1896 ; la présentation de son invention, le véhicule Mystic Magneto-Electric Carriage, à l'exposition de Paris en 1900, une vitrine avec quelques trésors surmontée d'une description du globe terrestre (d'origine française, gravée par le Tellier en 1745) qui présente les endroits où Lord Henry Mystic a fait ses découvertes, ce qui permet de découvrir que la fameuse boîte mystérieuse viendrait de Bornéo, et divers tableaux dont un portrait de groupe en 1899, de la Société des Explorateurs et aventuriers (y compris Harrison Hightower et Shiriki Utundu de la Tour de la Terreur de Tokyo Disney Sea). Ensuite, les visiteurs sont amenés à se déplacer dans le pré-show afin de regarder un diaporama narré par Lord Henry Mystic. Il donne un bref discours sur les salles d'exposition et ses dernières collections et met l'accent sur une rare boîte à musique enchantée pleine de magie, qui doit être ouvert avec prudence. Albert y apparaît à différents moments, et semble déjà s'intéresser à la boite mystérieuse. Après la présentation, les invités sont autorisés à entrer dans la zone de chargement afin de monter sur les « Mystic Magneto-Electric Carriages », véhicules inventés par Henry Lord Mystic.

### L'attraction
La Salle des Acquisitions et de Catalogage, est l'endroit où les collections de Lord Henry Mystic sont temporairement stockés en attente de leur exposition. La boîte à musique qu'a mentionné Lord Henry Mystic est exposée devant les visiteurs. Lord Henry Mystic ouvre une porte dans le milieu de la pièce, à la recherche d'Albert. Il accueille les invités et reconnaît la boîte à musique avant de quitter la salle pour poursuivre sa recherche. Albert apparaît soudainement et ouvre la boîte. La poussière magique s'échappe de la boîte et flotte dans l'air. Celle-ci donne vie à tous les objets présents dans la pièce.
Dans la Salle de Musique, de nombreux instruments exotiques sont affichés. Un clavecin est placé dans le centre de la pièce. La poussière magique donne vie à ces instruments et de la musique commence à se jouer. La musique suit les visiteurs et joue en arrière-fond pour le reste du voyage. Albert regarde avec fascination du haut d'un grand orgue à tuyaux, curieux de visiter le reste du manoir.
Dans la Salle des Antiquités Méditerranéennes, des peintures, des céramiques, et des audio-animatroniques commencent à se déplacer sous l'influence de la magie. Les chariots passent d'abord devant une peinture comportant une scène de quatre personnes ainsi qu'un volcan visible en arrière-plan. Comme la magie affecte la peinture, le volcan entre en éruption, submergeant ces personnes de lave, qui trinquent ensuite avec leurs verre. La lave tombe de la scène pour relancer l'animation, pour le prochain passage du véhicule suivant. Une amphore contenant la lutte d'Hercule contre le lion de Némée s'anime lorsque le chariot passe. Les chariots passent ensuite devant un grand tableau avec une femme. Mais celle-ci se transforme en Gorgone effrayante. Ses yeux clignotent avant de retrouver son état d'origine. Cette peinture est une référence aux autres attractions The Haunted Mansion, qui contiennent ce portrait.
Dans le Solarium, Albert approche curieusement son doigt près de la bouche d'une dionée. Une plus grande se tient face aux visiteurs, et rugit bruyamment. La pièce devient alors noire et la foudre frappe au moment où la plante ouvre sa bouche. Peu de temps après, les chariots pénètrent dans une pièce où est exposée une collection Slave Nordique, avec une peinture d'un Dieu nordique. Celui-ci vient à la vie et souffle un vent glacial sur les visiteurs. Ce vent glacial quitte effectivement la peinture et se propage dans toute la pièce. Le chariot s'approche d'un miroir mais celle-ci se brise à cause du vent.
Ensuite, les visiteurs entrent dans la Salle des Armes Mongoles, contenant des armures et des armes, qui entrent en vie. La première vue est une armure de samouraï armée d'un katana qui tente d'entailler la tête d'Albert, mais il esquive chaque coup avec succès. Puis un canon ouvre le feu sur les visiteurs et frappe le chariot qui l'envoie loin. Celui-ci traverse un couloir contenant trois armures, leurs casques flottants à côté de leurs corps et chantant la fameuse musique. Le chariot se déplace soit en face d'une grande catapulte médiévale, qui charge et s'attaque aux visiteurs et les fait tomber dans la pièce voisine, soit devant une armure Mongole tenant un casque, et dont celui-ci rit méchamment.
Dans un mouvement rapide, les visiteurs entrent dans la Salle des Antiquités Égyptiennes, où un sarcophage se tient à côté de sa momie. Celle-ci fait émergée des scarabées vivants. Le visage du sarcophage devient peureux et stressé, avant d'en être recouvert. Les scarabées couvrent toutes les lumières de la salle et les lumières s'éteignent.
Les invités atteignent la Salle des Arts Tribale, où une grande figure de Tiki domine la salle, crachant de la lave de sa bouche. Deux grandes statues de Tiki se tiennent de chaque côté, ainsi que plusieurs autres. La salle est remplie de chant et de percussions tribales, tout en harmonie avec la musique. Trois statues Tiki se tournent, visent et soufflent grâce à leurs armes à fléchettes. Les visiteurs y aperçoivent alors Albert, épinglé et coincé sur le mur opposé, mais sain et sauf.
Ensuite, les chariots emmènent les visiteurs dans le Salon Chinois où une statue géante de Jade Monkey King est amené à la vie. Il utilise son bâton pour créer une tornade, faisant le tour de la pièce et où tous les tableaux dans le salon se brisent et tombent. Les véhicules forment un cercle tournant en continu dans la pièce. Albert apparaît sur un mur et la statue tente de le frapper avec un coup de foudre. Cela ne réussit qu'à faire s'envoler une partie de la paroi, qui s'effrite, montrant le ciel du crépuscule. Albert est ensuite soufflé du manoir et parvient à s'accrocher sur une grande harpe. La boîte à musique enchantée apparaît soudainement. Albert saute sur la boîte et les chariots se déplacent vers la salle des Acquisitions et de Catalogage.
La musique atteint son point culminant et la magie s'envole de nouveau dans la boîte à musique. Albert claque le couvercle et le ferme. Il pousse un soupir de soulagement quand les lumières se rallument, révélant une pièce tout à fait normale. Lord Henry Mystic apparaît alors derrière Albert, heureux de l'avoir enfin trouvé. Il lui demande si Albert aurait touché la boîte à musique, ce que Albert nie immédiatement. Lord Henry Mystic remercie alors les invités d'avoir visité son manoir ainsi que sa collection, et fait ses adieux aux visiteurs. Les chariots se déplacent et retournent dans la zone de chargement.

## Le système de guidage
Les Mystic Magneto-Electric Carriages (MMEC) peuvent se déplacer librement dans toute la maison, recevoir des instructions de guidage via la technologie d'identification par radiofréquence implantée dans le sol et d'une connexion Wi-Fi. Il y a 37 voitures au total. Trente-cinq d'entre eux sont des véhicules normaux qui peuvent accueillir jusqu'à 6 personnes. Les chariots 36 et 37 sont spécialement modifiés pour transporter un fauteuil roulant et un accompagnateur. Les voitures parcourent le trajet en groupes de quatre, chacune possédant un chemin unique et dépendant de sa position de chargement la plus récente. Parce que les chariots ne sont pas programmés de façon permanente, les chariots dédiés aux gens à mobilité réduite peuvent être facilement introduits ou retirés. L'attraction possède 40 images à ultra-haute définition créées par 36 projecteurs. L'attraction est l'un des plus complexes de Hong Kong Disneyland.
Chaque MMEC fonctionne à une vitesse de 4 kilomètres par heure. Pour des raisons de sécurité, si un client se lève alors que son chariot est en mouvement, le chariot s'arrête immédiatement.

## Récompenses
En novembre 2013, Mystic Manor a reçu le « Prix d'excellence - Attraction » de Themed Entertainment Association (TEA).

## Voix des personnages
- Stephen Stanton : Lord Henry Mystic
- Frank Welker : Albert / Rugissement du Dionée
- Danny Elfman : Casques Chanteurs (Anglais)

## Données techniques

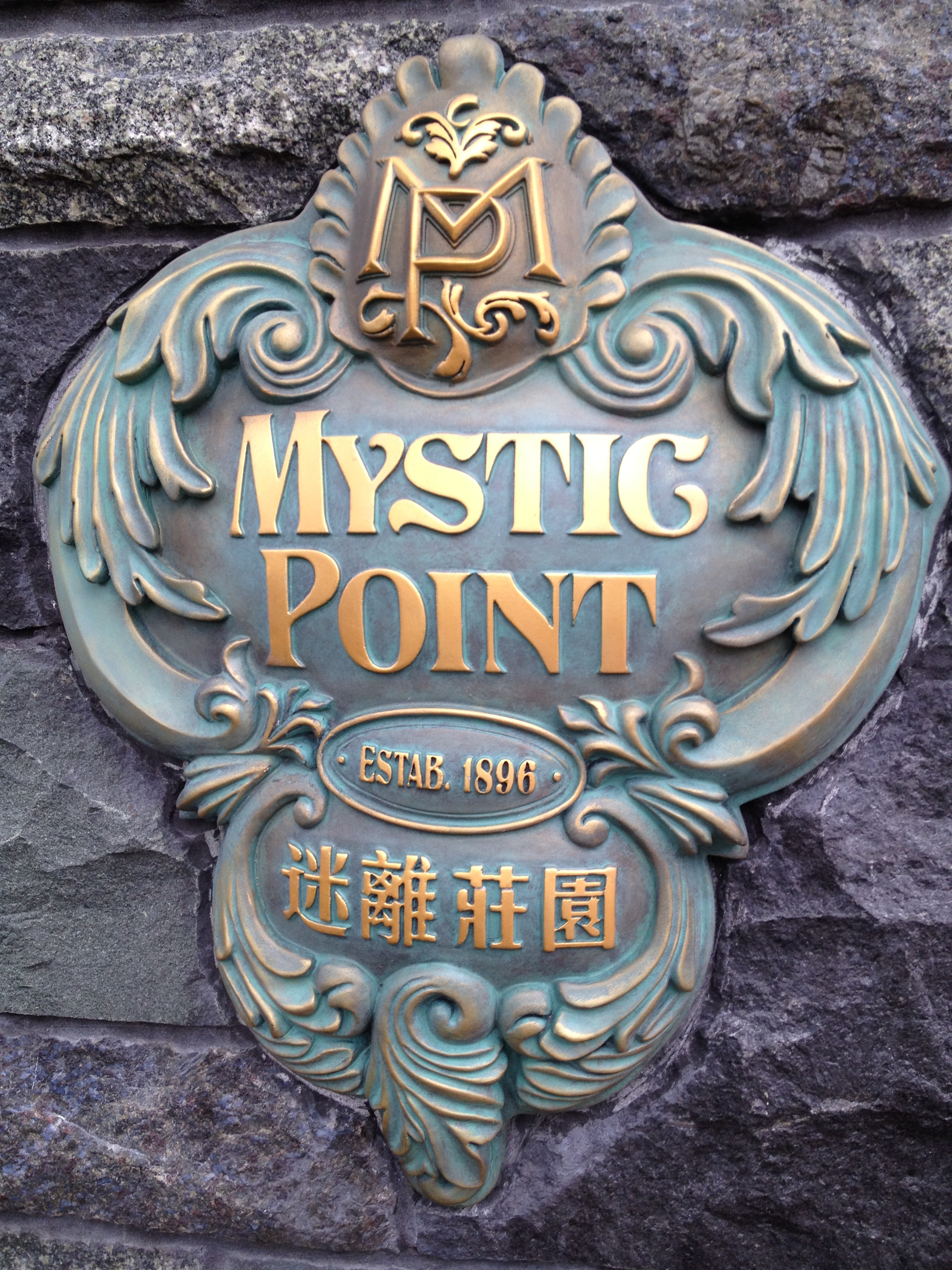

- Ouverture officielle : 17 mai 2013
- Conception : Walt Disney Imagineering
- Zone : Mystic Point
- Type d'attraction : Parcours scénique sans rail de guidage
- La partition musicale est composée par Danny Elfman[3].
- La façade du manoir est inspirée du manoir Carson dans la ville d'Eureka en Californie.